# 蘭苕館外史
《里乘》，又名《蘭苕館外史》或《留仙外史》，清朝筆記小說集，許奉恩撰，共收文言小說190篇。
《里乘》書名之“里”为乡里，“乘”即记载，《里乘》应该是指鄉野傳說的记录。作者自述從癸卯年（1843年）參加秋試後開始創作，到三十年後（1874年）完成《里乘》一書。該書明顯摹仿蒲松龄的《聊斋志异》和纪昀的《阅微草堂笔记》。《里乘》一書也暴露官场黑暗。《某令》中有七名善良百姓被冒作盗匪杀头。《當涂令》中县官因贪污赈银四万两，造成饿殍遍野。纵观全书侈谈因果报应，说教较多，文情稍遜。例如《余徐二公轶事》叙述余梦岩、徐铁荪都因救人於急难，有好报，作者在後記中以“里乘子”的口吻評論：“予尝谓：天下至善之事，非有厚德、厚福者不能遇。”因此《里乘》雖笔墨与《聊斋》为近，警峭处却不及《聊斋》，故流傳不廣。有光绪五年常熟抱芳阁刊本。《筆記小說大觀》則刪掉了十卷本的後兩卷。